# ナンプーラ州
ナンプーラ州（Nampula província）は、モザンビーク北東部の州である。旧称モザンビーク州（Moçambique província）。面積は81,606km2、人口は3,410,141人（2002年）。州都は、ナンプーラ（Nampula cidade）。

## 地理
内陸は山地で、ルリオ川を挟んで北にカボ・デルガード州、北西にニアサ州、リゴンハ川を挟み南西にザンベジア州と接し、東と南はモザンビーク海峡に臨む。沿岸部は平野である。

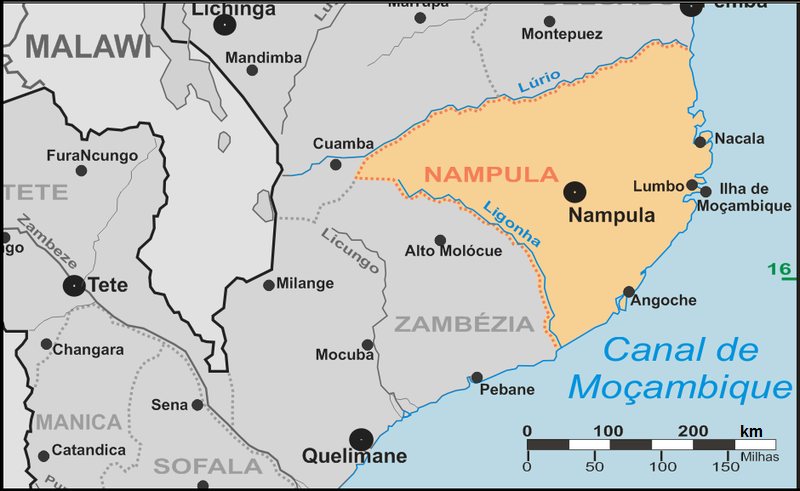
ナンプーラ州の地図

## 下位行政区画
- アンゴシェ郡（英語版）
- エラティ郡（英語版）
- ララウア郡（英語版）
- マレマ郡（英語版）
- メコンタ郡（英語版）
- メクブリ郡（英語版）
- メンバ郡（英語版）
- モジンクアル郡（英語版）
- モゴボラス郡（英語版）
- モーマ郡（英語版）
- モナポ郡（英語版）
- モスリル郡（英語版）
- ムエカテ郡（英語版）
- ムルプーラ郡（英語版）
- ナカラ＝ア＝ヴェーリャ郡（英語版）
- ナカロア郡（英語版）
- ナンプーラ郡（英語版）
- リバウエ郡（英語版）